# Guardare per aria
Guardare per aria è il terzo album in studio del cantautore italiano Bianco, pubblicato nel 2015.

## Tracce
1. Filo d'erba
2. Volume
3. Corri corri (feat. Levante)
4. Drago
5. Aeroplano
6. Almeno a Natale (feat. Nadàr Solo)
7. Quello che non hai
8. Le dimensioni contano
9. Le stelle di giorno